# 馬格達萊納聯盟
曼達朗拿聯盟（Unión Magdalena）是一支位於哥倫比亞里奧阿查的職業足球會，目前於哥倫比亞甲組足球聯賽角逐。

## 陣容
註釋：國旗表示球員在國際足聯資格規則定義的國家隊。球員可能擁有一個以上非國際足聯國籍。
| 號碼 |  | 位置 | 球員 |
| ---- |  | ---- | ---- |

| 號碼 |  | 位置 | 球員 |
| ---- |  | ---- | ---- |